# Jovana Janković
Jovana Janković, född 25 april 1981 i Belgrad, Serbien (dåvarande Jugoslavien) är en programledare och känd TV-personlighet i sitt hemland. Jovana ledde Eurovision Song Contest 2008 tillsammans med kollegan Željko Joksimović med vilken hon sedan gifte sig.

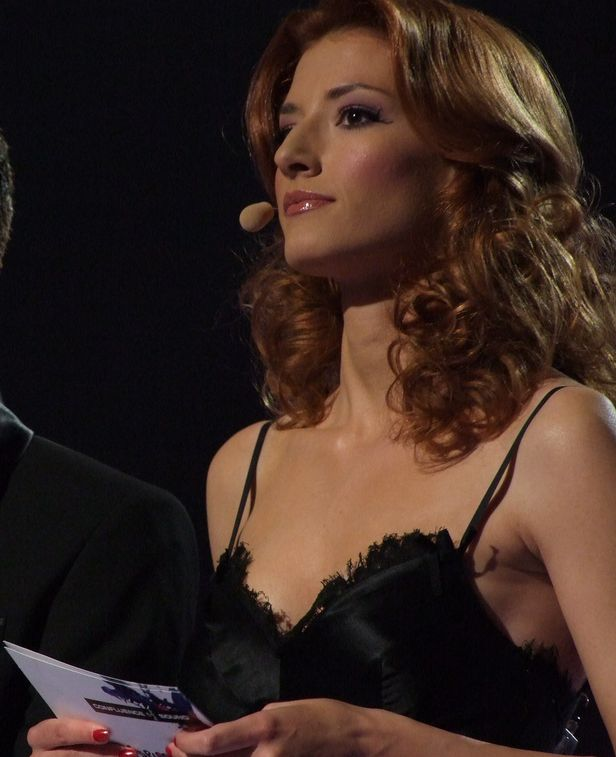
Jovana Janković.
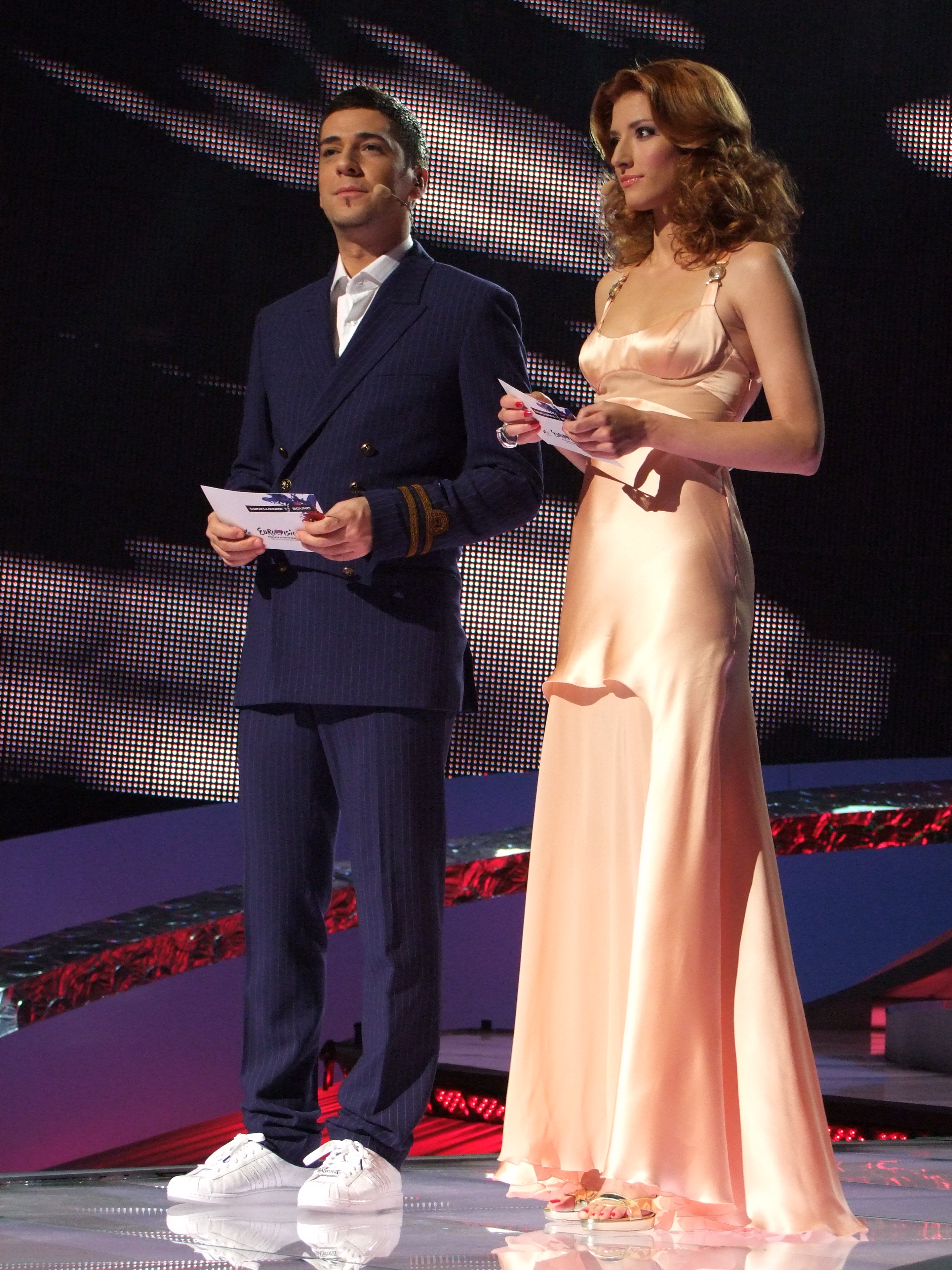
Jovana Janković tillsammans med Željko Joksimović 2008 som hon senare gifte sig med